# Orlando Fals Borda
Orlando Fals Borda (Barranquilla, 11 de julio de 1925-Bogotá, 12 de agosto de 2008) fue un sociólogo, investigador y escritor colombiano. 

## Biografía
Orlando Fals Borda realizó estudios de pregrado en Literatura Inglesa e Historia en la Universidad de Dubuque, en Iowa (1947), de maestría en Sociología de la Universidad de Minnesota en 1953 y obtuvo el grado de Ph. D. en Sociología Latinoamericana en la Universidad de la Florida en 1955.
Fue consultor de  la Organización de los Estados Americanos (OEA) en Brasil y director general del Ministerio de Agricultura, entre 1959 y 1961. 
En 1959, junto con Camilo Torres Restrepo y otros intelectuales y profesionales, entre ellos Eduardo Umaña Luna, María Cristina Salazar, Virginia Gutiérrez de Pineda, Carlos Escalante, Darío Botero Uribe y Tomás Ducay, fundó una de las primeras Facultades de Sociología de América Latina en la Universidad Nacional de Colombia, sede Bogotá, convirtiéndose en su primer decano, papel que asumió entre 1959 y 1967.
En 1963 se publicó su obra más conocida: La violencia en Colombia realizada con Monseñor Germán Guzmán Campos y Eduardo Umaña Luna como miembros de la Comisión Investigadora de las Causas Actuales de la Violencia en Colombia, creada por el Gobierno colombiano. En 1985 fundó el Instituto de Estudios Políticos y Relaciones Internacionales (Iepri) en la Universidad Nacional.
A lo largo de su vida promovió diversas iniciativas políticas de la izquierda desde el Frente Unido del Pueblo, junto al sacerdote revolucionario Camilo Torres Restrepo entre 1964-1965 y activo organizador de procesos como 'Colombia Unida' a fines de los años 1980, y la Alianza Democrática M-19 de cuya bancada fue miembro de la Asamblea Constituyente en 1991.
Fue fundador de la revista Alternativa en los años 1970 y 80, la que refundó en los años 90. En los últimos años impulsó la conformación del Centro Estratégico de Pensamiento Alternativo y dirigió la revista CEPA. En el último acto público en el que participó, el  23 de julio de 2008, presentó la cuarta reedición de su obra La subversión en Colombia con el sello editorial de FICA y CEPA.
Fue dirigente del Frente Social y Político y artífice de la articulación de diversas fuerzas de la izquierda colombiana que confluyeron en noviembre de 2006 en la conformación del Polo Democrático Alternativo, del cual fue presidente honorario hasta su muerte.
Era primo segundo del escritor Carlos Villar Borda y el político Luis Villar Borda.

## Pensamiento
El recorrido fundamental de la obra de Fals Borda está dado en la conjunción de la indagación sociológica con el compromiso político en beneficio de los "sectores populares" (campesinos y proletariado agrícola principalmente), en cuya "praxis" postula la "investigación-acción participativa". Su obra es consultada desde diversas disciplinas,  al considerarse que activa innovaciones metodológicas en la práctica sociológica.
Se constituyó en uno de los fundadores y representantes más destacados de la Investigación Acción Participativa (IAP), método de investigación cualitativa que pretende no sólo conocer las necesidades sociales de una comunidad, sino también agrupar esfuerzos para transformar la realidad con base en las necesidades sociales.
En la juventud fue influenciado por Richard Shaull y la teología de la liberación, lo cual ocasionó que fuera separado de la Iglesia Presbiteriana de Colombia, pero él continuó profesando el cristianismo toda su vida, como lo expresó públicamente en 1992.
La propuesta de Fals Borda de "descolonizar las ciencias sociales" contribuyó a desarrollar algunas interpretaciones críticas recientes, como el pensamiento decolonial, vinculado al análisis de los efectos de la modernidad y el colonialismo en el Sur global.

## Reconocimientos
En 2008 le fue otorgado el premio Bronislaw Malinowski de la Sociedad de Antropología Aplicada (SAA), con sede en Estados Unidos, por su histórico compromiso con la aplicación de las ciencias sociales a las cuestiones sociales contemporáneas.
Varias Instituciones educativas llevan su nombre en Bogotá, como el Colectivo Sociojurídico Orlando Fals Borda que se dedica al acompañamiento a familiares de víctimas de desaparición forzada y ejecuciones extrajudiciales a raíz del conflicto interno colombiano. También está presente en varios municipios. En Montería (Córdoba) se encuentra el Centro de Documentación Regional Orlando Fals Borda del Banco de la República a partir del archivo donado por Fals Borda en 1979.

## Obras
Fue  autor de una gran cantidad de libros re-editados y publicados en varios idiomas y artículos para varias revistas científicas.

### Libros
- Campesinos de los Andes (1955). Reeditado en 2017 como Campesinos de los Andes y otros escritos antológicos por la Universidad Nacional de Colombia. ISBN 9789587759907
- Peasant Society in the Colombian Andes: A Sociological Study of Saucío. (1955) University of Florida Press.ISBN 0837192838 Traducida al italiano Colombia: L'uomo e la terra in un villaggio andino, Milán Società Italiana di Sociologia Rurale,(1961).
- Aspectos psico-sociológicos de la vivienda rural colombiana.(1956). Bogotá, Colombia Editorial San Juan Eudes, 24 p. ; 24 cm.
- El hombre y la tierra en Boyacá; bases sociológicas e históricas para una reforma agraria. (1957) Bogotá, Ediciones Documentos Colombianos, 259 p. Reimpreso por Punta de Lanza, 1973.
- Acción comunal en una vereda colombiana: su aplicación, sus resultados y su interpretación. Con la colaboración de Nina Chaves e Ismael Márquez. Bogotá, Universidad Nacional de Colombia, Departamento de Sociología, 1961. 96 p. illus. 24cm.
- La transformación de América Latina y sus implicaciones sociales y económicas, Bogotá, Universidad Nacional, Facultad de Sociología. 1961.
- Con Germán Guzmán Campos y Eduardo Umaña Luna. La violencia en Colombia. (1962) Bogotá, Universidad Nacional. (Reimpresión en Bogotá, Editorial Iqueima, 1963. Editorial tercer mundo, 1964).
- La educación en Colombia: Bases para su interpretación sociológica (1962). Bogotá, Universidad Nacional, Facultad de Sociología.
- Con Paul J. Deutschmann. La comunicación de las ideas entre los campesinos colombianos. (1962). Bogotá, Universidad Nacional.
- El Brasil: Campesinos y Vivienda. (1963). Bogotá, Imprenta Nacional.
- La esencia de la transformación rural: Estudio de una Comunidad. (1965). Bogotá, Universidad Nacional, Facultad de Sociología.
- La subversión en Colombia: Visión del cambio social en la historia (1967). Bogotá, Universidad Nacional - Tercer Mundo.
- Subversión y Cambio Social.(1968) Segunda edición revisada de La subversión en Colombia: Visión del cambio social en la historia, Tercer Mundo en 1968
- Subversion and Social Change in Colombia. (1969).New York - London, Columbia University Press (trad. por Jacqueline D. Skiles).
- Ciencia propia y colonialismo intelectual, México, Nuestro Tiempo. (1970). (Cinco ediciones: 1981, Bogotá, Punta de Lanza y Carlos Valencia Editores).
- El reformismo por dentro en América Latina. (1972). México, Siglo XXI. 2a. edición. (1974)
- Con Víctor Daniel Bonilla, Gonzalo Castillo Cárdenas y Augusto Libreros. Causa Popular, Ciencia Popular (1972), Bogotá, La Rosca.
- Las revoluciones inconclusas en América Latina: 1809-1968, México, Siglo XXI, 1968. (Hay nueve ediciones). Traducida al francés por Jacques Senelier y Raoul Edgar-Rosa como Révolutions inachevées en Amérique Latine, Paris, Desclée de Brouver, (1972). Traducida al Portugués como As revoluções inacabadas na América Latina, 1809-1968 (1979)
- Reflexiones sobre la aplicación del método de estudio-acción en Colombia. (1973) Asunción, Centro Paraguayo de Estudios Sociológicos.
- Historia de la cuestión agraria en Colombia. (1975). Bogotá, Punta de Lanza. Reimpreso por Fundación Rosca de Investigación y Acción Social : Distribuidora Colombiana (1975).
- Rural Cooperatives As Agents of Change (con otros autores), Ginebra, UNRISD. 1975.
- Capitalismo, hacienda y poblamiento en la Costa Atlántica Bogotá, Punta de Lanza. 1976.
- Con otros autores. Rural Cooperatives As Agents of Change (1977), Edición en español, Bogotá, Punta de Lanza.
- Mompox y Loba: Historia Doble de la Costa, Bogotá, Carlos Valencia Editores, 1979.
- El problema de cómo investigar la realidad para transformarla, Bogotá, Tercer Mundo, 1979. (2a. edición, 1983; 3a. edición, 1986). (Es una publicación actualizada de Por la praxis...).
- La educación en el proceso revolucionario, en Por ahí es la cosa: educación en Colombia. (Con Gonzalo Castillo Cárdenas, Víctor Daniel Bonilla, Carlos Duplat y Augusto Libreros). Bogotá, La Rosca. 1971. (Tres ediciones, 1980).
- El Presidente Nieto: Historia doble de la Costa (Tomo 2o.). Bogotá, Carlos Valencia Editores. 1981.
- Investigación participativa y praxis rural (con otros). Lima, Mosca Azul. 1981.
- Resistencia en el San Jorge: Historia doble de la Costa. (Tomo 3o). Bogotá, Carlos Valencia Editores. 1984.
- Retorno a la tierra: Historia doble de la Costa (Tomo 4o.), Bogotá, Carlos Valencia Editores, 1986.
- Conocimiento y Poder Popular, Lecciones con campesinos de Nicaragua, México y Colombia, Bogotá, Siglo XXI, 1986. (También traducido al inglés, OIT, Ginebra, 1986).
- Investigación participativa (con Carlos R. Brandao), Montevideo, Instituto del Hombre, 1986.
- Con Ernesto Guhl Nimtz. La insurgencia de las provincias/ Hacia un nuevo ordenamiento territorial para Colombia.   Bogotá. UNAL - S_ XXI (1988).
- Paradigma y Utopía: Un balance posmoderno (1996)
- Reconocimiento y construcción del Magdalena Medio como entidad territorial emergente (1996)
- Región e Historia. Elementos sobre ordenamiento y equilibrio regional en Colombia (1996)
- Visión del ordenamiento territorial colombiano en el siglo XX. Nueva Historia de Colombia (1998)
- Acción y espacio: autonomías en la nueva república (2000)
- Kaziyadu. Registro del reciente despertar territorial en Colombia (2001) Ediciones Desde abajo. Bogotá, Colombia.
- La superación del eurocentrismo (2002)
- Ante la crisis del país (2003)
- Con Jorge Gantiva Silva y Ricardo Sánchez. ¿Por qué el socialismo ahora?: retos para la izquierda democrática (2003).Fundación Nueva República. Bogotá.
- Hacia el socialismo raizal y otros escritos (2007). Ediciones CEPA, Bogotá.
- La subversión en Colombia, El cambio social en Colombia, (2008) edición actualizada, Fundación FICA y Centro Estratégico de Pensamiento Alternativo CEPA, Bogotá, 300 pp ISBN 9588239273

### Artículos y publicaciones
- Notas sobre la evolución del vestido campesino en la Colombia central, en Revista Colombiana de Folklore, Segunda Época, No. 2, Bogotá, junio de 1953.(1953)

- El problema de la tierra, en Suplemento Literario de El Tiempo, Bogotá, Septiembre 6, 13 y 20, 1953.(1953)

- Los orígenes del problema de la tierra en Chocontá-Colombia, en Boletín de Historia y Antigüedades, XLI, Bogotá, pp. 36-50, 1954.(1954)

- Peasant society in the Colombian Andes: a sociological study of the Saucio, publicado por University of Florida Press, Gainesville, 1955. De su tesis doctoral A sociological study of the relationships between man and the land in the Department of Boyacá, Colombia , viii, 265 hojas : mapas, tablas. Tesis doctoral--University of Florida.(1955)

- Estratos sociales entre los campesinos colombianos, en Economía colombiana, Bogotá, Año II, Vol. V, No. 14, junio de 1955, pp. 593-604.(1955)

- Fray Pedro Aguado, the forgotten chronicler of Colombia and Venezuela, en The Americas, Vol. XI, No. 4, pp. 539-573. 1955.(1955)

- Odyssey of a sixteenth-century document: Fray Pedro de Aguado recopilación historial, en Hispanic American Historical Review, Vol. 35, No. 2, pp. 203-220. 1955.(1955)

- Fray Pedro de Aguado, el cronista olvidado de Colombia y Venezuela Cali, Colombia: Editorial Franciscana de Colombia, 1956. (Esta es una versión al español de los dos artículos anteriores).(1956)

- Costos de producción agrícola en un minifundio: el trigo, en Agricultura tropical, Bogotá, septiembre de 1956, pp. 603-608.(1956)

- Costos de producción agrícola en un minifundio: el ajo, en Agricultura tropical, XII, no. 6, Bogotá, septiembre de 1956, pp. 603-608.(1956)

- El campesino cundiboyacense: conceptos sobre su pasividad, en Revista de Psicología, Bogotá, Universidad Nacional, Vol. I, No. 1, pp. 74-83. 1956.(1956)

- Aspectos psico-sociológicos de la vivienda rural colombiana, en Revista de Psicología, Bogotá, Universidad Nacional, Vol. I, no. 2, pp. 206-229. 1956.(1956)

- Fragmentation of holding in Boyacá, Colombia, en Rural Sociology, Vol. XXI, No. 2, pp. 158-163. 1956.(1956)

- Indian Congregations in the New Kingdom of Granada: Land Tenure aspects, 1959-1850, en The Americas, Vol. XIII, No. 4, pp. 331-351. 1957.(1957)

- La dinámica de la extensión agrícola en Colombia: Observaciones sobre el cambio social inducido¨, en Agricultura Tropical, Vol. XIV, No. 4, Bogotá, abril de 1958, pp. 219-233.(1958)

- Sociología de la vivienda: teoría y marco de referencia, en Curso Básico de la Vivienda: Aspectos Sociales, Bogotá, Centro Interamericano de Vivienda.(1958)

- La Vereda de Chambimbal : estudio y acción en vivienda rural / editado por Ernesto E. Vautier y Orlando Fals Borda. 93, [27] p. : ill. ; 28 cm. Serie Técnica / Centro Interamericano de Vivienda y Planeamiento / Inter-American Housing and Planning Center ; no. 6. Bogotá : Centro Interamericano de Vivienda y Planeamiento, Servicio de Intercambio Científico y Documentación, 1958.(1958)

- La vivienda tropical húmeda; sus aspectos sociales y físicos como se observan en el Chocó (Colombia)./ Por Orlando Fals Borda y Ernesto E. Vautier, Inter-American Housing and Planning Center. Bogotá, Centro Interamericano de Vivienda y Planeamiento, 1958. 18 p., [6 .] plates. 28 cm.(1958)

- La introducción de nuevas herramientas agrícolas en Colombia: Resultados de varios experimentos agro-sociológicos, en Agricultura Tropical, Bogotá, Vol. XIV, no. 1, p. 23-44.S.F.(¿1960-1961?)

- La teoría y la realidad del cambio socio-cultural en Colombia, Bogotá, Universidad Nacional, Facultad de Sociología. (También en inglés).S.F.(¿1960-1961?)

- El vínculo con la tierra y su evolución en el Departamento de Nariño, en Revista de la Academia Colombiana de Ciencias Exactas Físicas y Naturales, Bogotá, Vol. 10, No. 41.S.F.(¿1960-1961?)

- La Reforma Agraria, en Revista Colombiana de Ciencias Exactas Físicas y Naturales, Bogotá, Vol. 11, No. 41.S.F.(¿1960-1961?)

- Campesinos de los Andes: estudio sociológico de Saucío. Traducción al español de su tesis doctoral Peasant society in the Colombian Andes: a sociological study of the Saucio. Bogotá: Universidad Nacional, 1961. 340 p., [8] p. of plates : ill., maps, ports. ; 24 cm. (Monografías sociológicas / Facultad de Sociología).(1961)

- Desarrollo y perspectivas de la Sociología Rural en Colombia y América Latina, en Memoria del primer Congreso Nacional de Sociología, Bogotá, Asociación Colombiana de Sociología - Editorial Iqueima, pp. 153-172. 1963.(1963)

- Pautas conservadoras en el salto a propietario, en Centre National de Recherche Scientifique, Les problèmes agraires des Amériques Latines, París, CNRS. 1965.(1965)

- Violence and the break-up of tradition in Colombia, en Claudio Veliz (Ed.), Obstacles to change in Latin America, London, Oxford University Press. pp. 188-205. 1965.(1965)

- Ciencia y Compromiso, en 'ECO Revista de la Cultura de Occidente, Tomo XVI/2, No. 92, Bogotá, diciembre de 1967, pp. 181-200.(1967)

- Pour une analyse socio-politique engagée en Amérique Latine, en Institut de Sociologie, Université Libre de Bruxelles, Bruselas. p. 70-90.(1968)

- Revoluciones inconclusas en América Latina, en Revista Mexicana de Sociología, vol. 30, No. 3, México, pp. 603-620. 1968. (Es una edición parcial del anterior).(1968)

- From marginal to significant change in Latin America, Serie de conferencias dictadas en Inglaterra: Universidades de Oxford y Londres. 1969.(1969)

- Marginality and Revolution in Latin America, 1809-1969, en Studies in Comparative International Development, Vol. VI, No. 4. New Brunswick. 1970.(1970)

- Commentary to K. Silvert, en Stanley R. Ross (Ed.), Latin America in Transition, Albany, State University of New York Press. 1970.(1970)

- El problema de la autonomía científica y cultural en Colombia, en ECO, Revista de la Cultura de Occidente, Tomo XXI/6, No. 126, Bogotá, octubre de 1970, pp. 600-627.(1970)

- Subversión y Desarrollo: El caso de América Latina, XI Conferencia Anual del Foyer John Knox, 19 de junio de 1970, Ginebra, Suiza. (También en francés e inglés).(1970)

- Cooperatives and Rural Development in Latin America, Ginebra, UNRISD. 1971.

- Con Inayatullah, Ingrid Palmer, Keith B. Griffin, Raymond J. Apthorpe. Cooperatives and Development in Asia: A Study of Cooperatives in Fourteen Rural Communities of Iran, Pakistan and Ceylon(1971).United Nations Research Institute for Social Development.

- Sentido Político del Movimiento Campesino en Colombia, en Estudios Rurales Latinoamericanos, no.2, Bogotá, 1978.(1978)

- Por la praxis: el problema de cómo investigar la realidad para transformarla, en Simposio Mundial de Cartagena, Crítica y política en ciencias sociales, Bogotá, Punta de Lanza-Universidad de Los Andes, Vol. I, pp. 209-249. 1978.(1978)

- Por la praxis: el problema de cómo investigar la realidad para transformarla, Edición en alemán, en H. Moser y H. Ornaner, eds., Internationale Aspekte der Aktionsforschung, Munich, Kösel, 1978.(1978)

- Negación y promesa de la sociología, en Revista de Sociología, Medellín, Pontificia Universidad Bolivariana. Año 8, Vol. IX, No. 13, enero-diciembre de 1978, pp. 63-71.(1979)

- Por la praxis: el problema de cómo investigar la realidad para transformarla, Edición en inglés, en Dialectical Anthropology, Ámsterdam, No. 4, 1979, pp. 33-35.(1979)

- Negación y promesa de la sociología, Edición en inglés, en Social Science Research Review.(1979)

- Negación y promesa de la sociología, Edición en persa, en Iranian Institute for Peasant and Rural Studies, Teherán, 1979).(1979)

- El secreto de la acumulación originaria de capital: una aproximación empírica, en Revista de la Universidad Nacional de Colombia, No. 7, Medellín, pp. 28-39. 1979. (También en Estudios Sociales Centroamericanos, Vol. VII, No. 20, San José de Costa Rica, pp. 155-175).(1979)

- La ciencia y el pueblo: nuevas reflexiones sobre la investigación-acción, en Asociación Colombiana de Sociología, La sociología en Colombia: balance y perspectivas, Memoria del Tercer Congreso Nacional de Sociología, Bogotá, 20-22 de agosto de 1980, pp. 149-174. (1980)

- Die Bedeutung der Sozialwissenschaft und die Praktische Produktion von Wissen in der Dritten Welt (Aktionsforschung), en Revista Austriaca de Ciencia Política, no. 2, Viena, enero de 1981. pp. 201-214. (1981)

- Aspectos teóricos da pesquisa participante, en Carlos R. Brandao (ed.), Pesquisa Participante, São Paulo, Brasiliense. 1981.(1981)

- The Challenge of Action Research, en Development: Seeds of Change, no. 1. Roma. 1981. pp. 55-61.(1981)

- Science and the Common People, en The Journal of Social Studies, No. 11, Dacca, Bangladesh, 1981. pp. 1-21.(1981)

- 1982 Por la praxis: el problema de cómo investigar la realidad para transformarla, Edición en italiano, en Quaderni EDA, No. 2, 1982.

- 1982 Por la praxis: el problema de cómo investigar la realidad para transformarla, Edición en portugués, en Servico Social e Sociedade, No. 11, Sao Paulo, Cortez.

- 1982 El socialismo que queremos: Un nuevo pacto social y político en Colombia. Conferencia inaugural de la Fundación Antonio García, 15 de octubre de 1982, Bogotá.

- 1982 Presentación a Ciro Quiroz, Vallenato, hombre y canto, Bogotá, 1982.

- 1985 Marxian Categories and Colombian Realities, en Diptendra Banerjee (ed.), Marxian Theory and the Third World, New Delhi, SAGE Publications, India. 1985.

- 1985 Lo sacro y lo violento, aspectos problemáticos del desarrollo en Colombia, en La Nueva Prensa, No. 131, Bogotá, 6 de abril de 1965. Se publicó por segunda vez en : Alberto Díaz U. (comp.), Once Ensayos sobre la Violencia en Colombia, Bogotá, Fondo Editorial CEREC y Centro Gaitán, pp. 79-88, 1985.

- 1986 La investigación-acción participativa: Política y epistemología, en Álvaro Camacho G. (ed.), La Colombia de hoy, Bogotá, Cerec, 1986. pp. 21-38.

- 1986 El nuevo despertar de los movimientos sociales, en Revista Foro, Bogotá, Año 1, No. 1, septiembre de 1986, pp. 76-83.

- The Challenge of Social Change, ed., London, SAGE Series of International Sociology. 1986. (También traducido al japonés, 1987).(1987)

- Aspectos críticos de la cultura colombiana: 1886-1986, en Revista Foro, Bogotá, Año 1, No. 2, febrero de 1987, p. 81-90.(1987)

- Democracia y Participación: algunas reflexiones. Revista Colombiana de Sociología, Vol.:5 Núm.: 1 de noviembre de 1987(1987)

- Ante la Reforma Barco. La región como entidad territorial. En: Revista Foro, No. 7, octubre de 1988, p. 43-47.(1988)

- Terceras fuerzas triunfantes en Colombia. En: Revista Foro, No. 9, mayo de 1989, p. 3-7.(1989)

- El papel político de los Movimientos Sociales. En: Revista Foro, No. 11, enero de 1990, p. 64-74.(1990)

- Democracia participativa y Constituyente. En: Revista Foro, No. 13, octubre de 1990, p. 23-28.(1990)

- Región y cultura: algunas implicaciones teóricas y políticas (1990)

- Provincias y Asociaciones (rurales)de Municipios. En: Revista Foro, No. 14, abril de 1991, p. 51-61.(1996)

- El territorio como construcción social, Revista Foro, 1998.(1998)

- Guía práctica del Ordenamiento Territorial en Colombia (con Miguel Borja). En: Revista Foro, No. 36, abril de 1999, p. 74-92. (1999)

- El territorio como construcción social. En: Revista Foro, No. 38, marzo de 2000, p. 45-51 (2000)

- Hacia la II Gran Colombia: función integradora de cuencas y naciones indígenas binacionales. En: Revista Foro, No. 49, diciembre de 2003, p. 90-96.(2003)

- Carta a Pedro Santana: Me queda la angustia de la continuidad. En: Revista Foro, No. 50, junio de 2004 de 1991, p. 108-112.(2004)

- Con Emir Sader, Suzy Castor, Marilena Chaui, Florestan Fernandes, Mayra Paula Espina Prieto Cuadernos CLACSO (VII-XI). (2008) Le Monde Diplomatique. ISBN 9568134832